# You Hurt My Feelings (2023)
You Hurt My Feelings ist ein US-amerikanischer Spielfilm von Nicole Holofcener. Darin plant eine von Julia Louis-Dreyfus gespielte New Yorker Schriftstellerin die Fortsetzung ihrer Memoiren zu veröffentlichen, erfährt jedoch zufällig, dass ihr von Tobias Menzies gespielter Ehemann entgegen seiner Beteuerungen ihr gegenüber, das Buch werde fantastisch, von ihrer Arbeit nicht sonderlich begeistert ist. Die Premiere der Tragikomödie erfolgte im Januar 2023 beim 39. Sundance Film Festival. Ein regulärer Kinostart in den USA erfolgte im Mai 2023 im Verleih von A24.

## Handlung
Die New Yorker Professorin und Schriftstellerin Beth, die auch Kreatives Schreiben unterrichtet, gehört der oberen Mittelschicht von Manhattan an. Ihr Ehemann Don betreibt dort eine psychotherapeutische Praxis. Ihr gemeinsamer Sohn Elliott ist in einem Headshop beschäftigt, versucht sich selbst als Autor und schreibt gerade an seinem ersten Theaterstück. Beth arbeitet seit Jahren an der Fortsetzung ihrer recht erfolgreichen Memoiren, in denen sie von dem psychischen Missbrauch durch ihren Vater erzählt. Ihr Agent muss Beth jedoch mitteilen, dass er nicht glaubt, dass sich dieses neue Buch gut verkaufen wird. Don hingegen, der die verschiedenen Entwürfe gelesen hat, bestätigt ihr Talent und behauptet, das Buch werde fantastisch sein.
Eines Tages belauscht Beth ein Telefonat zwischen Don und ihrem Schwager, in dem er gesteht, die Entwürfe hätten ihm doch nicht gefallen. Beth ist am Boden zerstört. Nicht nur, weil sie so erfährt, was Don über das Buch denkt, sondern sie sich auch die Frage stellen muss, ob das Vertrauen in ihrer Beziehung noch weiterhin besteht und ob er sie auch in anderen Dingen belügt.
Mit solchen Fragen und Sorgen ist sie in ihrer Familie jedoch nicht allein. Don bemerkt, dass er älter geworden ist, und hat die professionelle Distanz bei der Arbeit verloren. Er streitet sich während einer Therapiesitzung sogar mit einem Ehepaar, dem er schon seit vielen Jahren das Geld aus der Tasche gezogen hat. Beths Schwester Sarah fällt es in ihrem Beruf als Innenausstatterin immer schwerer, die anspruchsvollen Kunden zufriedenzustellenden. Ihr Ehemann Mark zweifelt an sich selbst, als er sein Engagement in einem Theaterstück wieder verliert. Als Eliot von seiner Freundin verlassen wird und mehr Zeit mit seinen Eltern verbringt, wirft er seiner Mutter vor, ihm durch ihr ständiges Hochloben bei seinem gleichzeitigen Versagen in allen Dingen das Gefühl zu geben, immer nur zu scheitern.

## Produktion

### Regie und Drehbuch
Es handelt sich um den siebten Spielfilm der preisgekrönten US-amerikanischen Filmregisseurin und Drehbuchautorin Nicole Holofcener. Ursprünglicher Arbeitstitel war Beth & Don.

### Besetzung und Dreharbeiten

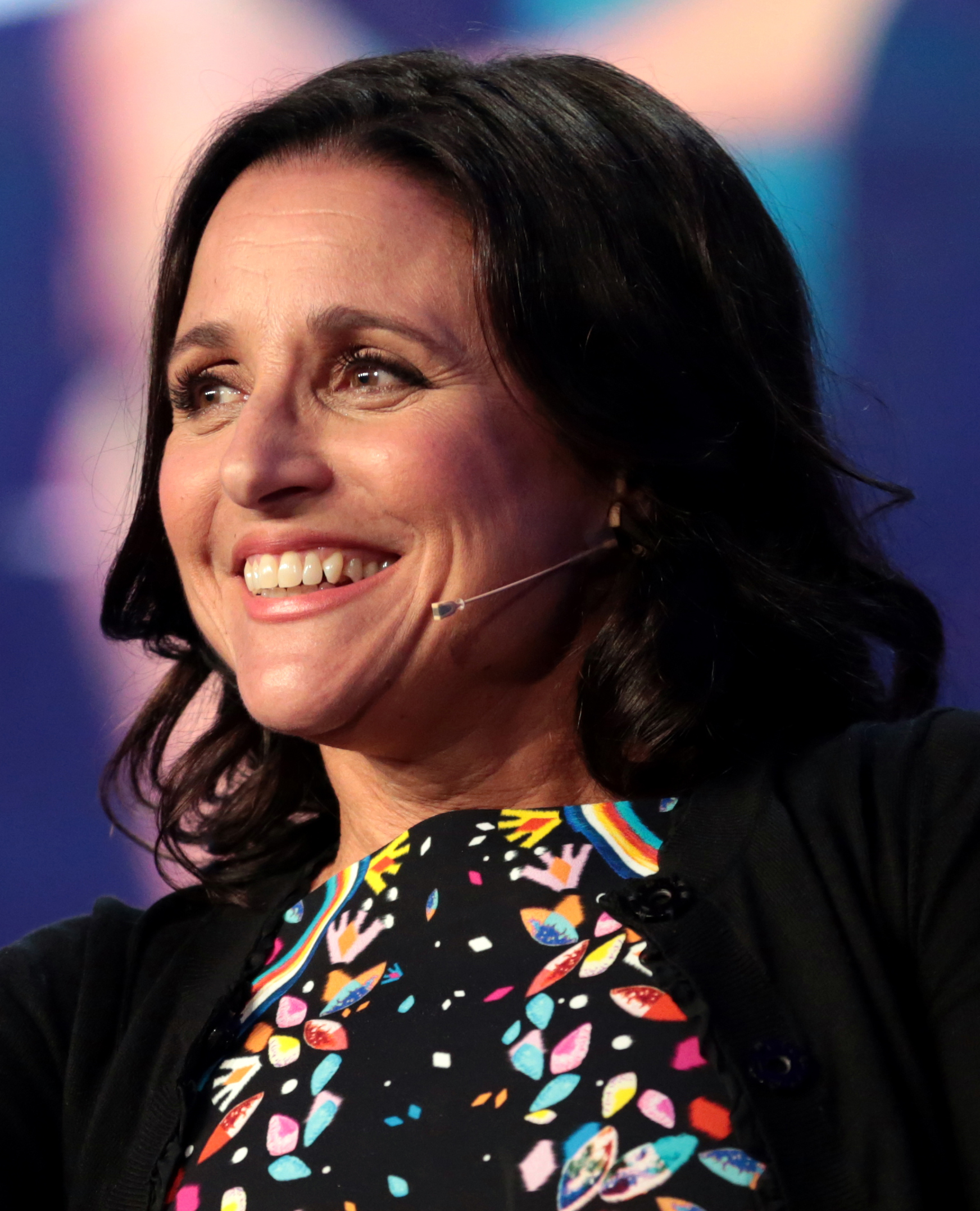
Julia Louis-Dreyfus spielt in der Hauptrolle die Schriftstellerin Beth

Julia Louis-Dreyfus und Tobias Menzies spielen in den Hauptrollen Beth und ihren Ehemann Don. Holofcener arbeitete mit Louis-Dreyfus bereits für ihren Film Genug gesagt aus dem Jahr 2013 zusammen. Owen Teague spielt ihren Sohn Eliot. der gerade an einem Drehbuch arbeitet. Er war in der Fernsehserie Mrs. Fletcher, für die Holofcener bei einer Folge die Regie übernahm, in einer Hauptrolle zu sehen. Amber Tamblyn und David Cross die auch im wahren Leben verheiratet sind, spielen das Ehepaar Carolyn und Jonathan, das sich wegen Eheproblemen bei Don in Therapie befindet. Zach Cherry spielt einen weiteren von Dons Patienten namens Jim. Michaela Watkins spielt Beths als Innenarchitektin arbeitende Schwester Sarah und Arian Moayed deren als Schauspieler tätigen Ehemann Mark. Jeannie Berlin spielt Beths and Sarahs Mutter Georgia. In weiteren Rollen sind Sarah Steele als Frankie, Rebecca Henderson als Alice, Deniz Akdeniz als Vince, Sunita Mani als Dr. Allen und Bryan Reynoso als Jared zu sehen.
Die Dreharbeiten wurden im Mai 2022 in New York City begonnen. Als Kameramann fungierte Jeffery Waldron, der bei den zahlreichen Aufnahmen in der Stadt eine Arri Alexa Mini verwendete. Für den Filmschnitt arbeitete Holofcener mit Alisa Lepselter zusammen.

### Filmmusik, Marketing und Veröffentlichung
Die Filmmusik komponierte Michael Andrews.
Die Uraufführung von You Hurt My Feelings fand am 23. Januar 2023 beim Sundance Film Festival in der Sektion Premieres statt. Der erste Trailer wurde im März 2023 vorgestellt. Am 26. Mai 2023 kam der Film im Verleih von A24 in ausgewählte US-Kinos. Ende Juni 2023 wurde er beim Nantucket Film Festival gezeigt. Am 9. Juli 2023 wurde er als Abschlussfilm des Sundance Film Festivals London gezeigt. Ende Juni, Anfang Juli 2024 wird er beim Internationalen Filmfestival Karlovy Vary vorgestellt.

## Rezeption

### Kritiken
In einer Kritikerumfrage des Online-Filmmagazins IndieWire nach dem Sundance Film Festival landete der Film auf dem achten Platz. Von den bei Rotten Tomatoes aufgeführten Kritiken sind 94 Prozent positiv bei einer durchschnittlichen Bewertung mit 7,7 von 10 möglichen Punkten. Bei Metacritic erhielt der Film einen Metascore von 80 von 100 möglichen Punkten.
Kate Erbland von IndieWire schreibt, wenn man die Filme von Nicole Holofcener mag, würde man auch You Hurt My Feelings mögen, selbst wenn man darauf warte, dass er irgendwann einen Gang höher geschaltet wird. Alles darin fühle sich sehr real, sehr nachvollziehbar und sehr vertraut an. Julia Louis-Dreyfus und Michaela Watkins seien als Schwestern glaubwürdig, andere Paarungen im Film seien dies jedoch weniger. So wirkten Watkins und ihr von Arian Moayed gespielter Ehemann Mark eher wie beste Freunde.
David Rooney von The Hollywood Reporter bemerkt in seiner Kritik, jeder Film, in dem Louis-Dreyfus eine neurotische New Yorkerin spielt, lasse einen unweigerlich an ihre Rolle in Seinfeld denken. Regisseurin Holofcener rutsche jedoch nie in den Sitcom-Modus ab. Vielmehr gestalte sie eine Mosaik aus leicht absurden Kleinigkeiten und Momenten ernstzunehmender Gefühle.
Roland Meier von outnow.ch schreibt in seiner Kritik, etwaige Gefühle seien nicht wirklich in Gefahr beim Schauen von You Hurt My Feelings. Louis-Dreyfus lasse ihr komödiantisches Talent zwar gekonnt aufblitzen, aber leider nur für eine langfädige Geschichte um Selbstzweifel und Notlügen. Zwar könne Holofcener vorbildlich Drehbücher strukturieren, doch bei You Hurt My Feelings scheitere sie bei der Themenwahl und Figurenausprägung. Wer aber eine Schwäche für schön gerahmte Bilder an der Wand oder Lampen mit Dimmlicht habe, bekomme hier so einiges aus der Sparte Schöner Wohnen zu sehen.

### Auszeichnungen
Boston Society of Film Critics Awards 2023
- Runner-up für das Beste Originaldrehbuch (Nicole Holofcener)[22]

Hollywood Critics Association Midseason Movie Awards 2023
- Nominierung als Bester Indie Film
- Nominierung als Beste Hauptdarstellerin (Julia Louis-Dreyfus)[23]

Sidewalk Film Festival 2023
- Auszeichnung als Bester Spielfilm (Nicole Holofcener)[24]